# ディズニーキャラクターブレックファスト
ディズニーキャラクターブレックファストは、東京ディズニーランド(TDL)で実施されていた、ディズニーキャラクターがレストランのテーブルに来るという、朝のディズニーキャラクターダイニング。

## 開催場所
アドベンチャーランドの『クリスタルパレス・レストラン』で実施されていたが、2019年7月8日に終了した。プーさんや、ピグレット、ティガーといった『クマのプーさん』のキャラクターがテーブルを巡るというサービスだった。
かつては『スモールワールド・レストラン』で実施され、『クイーン・オブ・ハートのバンケットホール』に引き継がれたが、2006年4月12日に終了した。こちらはレストランのモチーフにもなっている『ふしぎの国のアリス』のキャラクターがテーブルに来るというサービスだった。

## 開催時間
パークの開園から約90分間。

## その他
- 定員になり次第終了となる。
- 大人と子供とでは、料金が異なっている。
- 開催されない日もある。